# 라스말라이
라스말라이(힌디어: रस-मलाई, 우르두어: رس ملائی 라스 말라이, 벵골어: রসমালাই 로스말라이)는 남아시아의 후식이다.

## 만들기
동글납작하게 빚은 체나를 설탕 시럽에 끓인 뒤, 물기를 꼭 짜서 식힌 다음 카다멈을 넣어 만든 말라이에 담가 둔다.

## 같이 보기
- 라스굴라